# ボディーガード (2003年のテレビドラマ)
ボディーガード（朝鮮語: ボディガド、ハングル: 보디가드）は、韓国KBSにて2003年7月5日から9月14日まで放送されたテレビドラマである。全22話。

## 概要
脚本はイ・ハンら3名の脚本家が執筆し、チョン・ギサンが演出を担当、KBS週末ドラマ（한국방송공사 주말연속극）の枠にて放送された。失業中の青年が偶然の出会いからボディーガードという仕事に就き、同僚たちと過ごす中で生まれる愛や友情、依頼人との関係、さらには彼らの姿を通して見える現代社会の側面が作品のテーマ。
放送中の平均視聴率は30%を越え、最高視聴率は35%となった。主演のチャ・スンウォンにとっては、1999年の『味をお見せ致します』以来3年ぶりのテレビドラマ出演作品であり、この作品にて2003年度KBS演技大賞最優秀演技賞を受賞した。またヒョンビンがテレビドラマに初出演した作品でもあった。

## 登場人物
| 俳優             | 役名             | 作品中の設定等 |
| チャ・スンウォン | ホン・ギョンタク | 30歳。軍人であったが強制除隊となり失業。就職活動中、偶然の出来事がきっかけとなりソンスの警備会社に就職した。                                 |
| イム・ウンギョン | ナヨン           | 20歳。母子家庭出身でキョンタクの父親が経営するカムジャタン屋の従業員、後シネの付き人。                                                       |
| ハン・ゴウン     | パク・ユジン     | 27歳。ソンスの警備会社に勤務するボディーガード。ストーカーと対峙していたところをキョンタクに助けられ親しくなる。                             |
| ソン・イルグク   | ハン・ソンス     | 29歳。警備会社社長。 |
| イ・セウン       | ハン・シネ       | 23歳。ソンスの妹でモデル。 |
| イ・ウォンジョン | パン・マンボク   | 34歳。刑事でキョンタクの先輩、テソンの同期。刑事を退職後警備会社『一筋警備』を設立する。。                                                   |
| ペク・イルソプ   | キョンタクの父   | 50代後半でカムジャタン屋の経営者。 |
| パク・チョンス   | キョンタクの母   | 50代前半で夫と共にカムジャタン屋を経営する。                                                                                                 |
| チャン・セジン   | チェ・テソン     | 34歳。大統領警備室に勤務していたが解雇された。後ソンスにスカウトされる。                                                                     |
| キム・ヨンオク   | ナヨンの祖母     | 60台前半でナヨンの実母の母にあたる。持病に苦しんでおり、それがナヨンがカムジャタン屋で働くきっかけであった。ナヨンの父親の秘密を知るひとり。 |
| ユン・ヨンヒョン | ユソン           | 28歳。バイク便ライダーでキョンタクの後輩。                                                                                                   |
| キム・ヨンジュン | セジュン         | 23歳。コンピューター講師でキョンタクの後輩。                                                                                                 |
| マヤ             | ホン・ギョンミ   | 20歳。キョンタクの妹でナヨンの友人。 |
| イ・ジュソク     | ユンシク         | 警備会社社員。ユジンと共にシネを警護する。                                                                                                   |

## 韓国国外での放送

### 日本
兵庫県の独立テレビ局であるサンテレビジョンにて2006年11月16日から12月26日まで放送された。KBS worldでは、2011年9月3日より、土・日曜日の週2回にわたり放送された。